# Crazy for You
"Crazy for You" je pjesma američke pjevačice Madonne iz filma Vision Quest pa se nalazi na soundtracku za film. Pojavljuje se i na kompilacijama The Immaculate Collection s kojeg je pjesma doživjela re-izdanje 24. veljače 1991. u svrhu promocije albuma. 1995. je uključena na kompilaciju najvećih balada Something to Remember, a 2009. na kompilaciju najvećih hitova Celebration..

## O pjesmi
Kada je singl izdan u ožujku 1985., pogodovalo mu je i izdanje pjesme "No More Words" grupe Berlin. Ta pjesma je već bila u Top 30 u SAD-u, i nešto manji hit u Europi.
U veljači 1991. pjesma je doživjela re-izdanje u Ujedinjenom Kraljevstvu s albuma The Immaculate Collection u svrhu promocije albuma. Kao i ostale pjesme s albuma, i ovu su bili obraili Shep Pettibone i Michael Hutchinson. 
VH 1 je smjestio pjesmu na 38. mjesto "100 najboljih ljubavnih pjesama". Prema časopisu Q, Madonnini fanovi su pjesmu smjestili na 11. poziciju njima najdražih Madonninih singlova.

## Live izvedbe
Madonna je izvela pjesmu 1985. na The Virgin Tour, te 2004. na Re-Invention Tour gdje je pjesmu posvetila svim njenim fanovima koji su bili uz nju zadnjih 20 godina.

## Uspjeh pjesme
"Crazy for You" je drugi Madonnin broj 1 na američkoj Billboard Hot 100 ljestvici. 16. srpnja 1985. je pjesma dobila zlatnu certifikaciju za prodaju više od 1.000.000 kopija singla.
Pjesma je bila velika uspješnica u Europi kao i u Australiji i Japanu gdje je dospjela na 1. mjesto ljestvica. Ovu pjesmu je na prvom mjestu zamijenio prethodni Madonnin singl "Angel"/"Into the Groove", i učinio Madonnu jednim od rijetkih umjetnika kojemu je to pošlo za rukom.
Kada je pjesma ponovno izdana 1991. u Ujedinjenom Kraljevstvu, dospjela je na 2. mjesto, isto kao i kada je prvi puta izdana 1985. godine. Ukupna prodaja singla od 662.481 prodane kopije čine ovaj singl Madonninim četvrtim najuspješnijim singlom u UK.

## Glazbeni video
Glazbeni video je snimljen pod redateljskom palicom Harolda Beckera. Isti video je korišten i za re-izdanje pjesme 1991. Madonna glumi pjevačicu u baru, a video je snimljen 22. studenog 1983. u Washingtonu.

## Popis formata i pjesama
- Britansko re-izdanje 1991

1. Crazy For You (Remix, 3:45)
2. Keep It Together (Shep Pettibone Remix, 7:45)
3. Into The Groove (Shep Pettibone Remix, 8:06)

- Izvorna verzija

1. Album Version 4:10
2. Video Version/Album Edit 3:54
3. 7" Version (Something to Remember) 4:04
4. Obrada s The Immaculate Collection (Shep Pettibone i Michael Hutchinson remix) 3:45
5. Re-Invention Tour Rehearsal 3:37

- Remixi

1. Shep Pettibone/Michael Hutchinson Mix/ Q-Sound Mix 3:45
2. Junior Vasquez Arena Anthem 10:22
3. Junior Vasquez Arena Dub
4. Junior Vasquez X-Beat Beats
5. Brendon Sibley & Steven Nikolas Remix (9:13)

Live verzije
1. Madonna Live: The Virgin Tour

## Na ljestvicama
| Ljestvica (1985)                     | Pozicija |
| ------------------------------------ | -------- |
| Australija                           | 1        |
| Austrija                             | 23       |
| Kanada                               | 1        |
| Nizozemska                           | 14       |
| Irska                                | 2        |
| Italija                              | 15       |
| Europa                               | 6        |
| Njemačka                             | 26       |
| Francuska                            | 47       |
| Švedska                              | 13       |
| Švicarska                            | 16       |
| Ujedinjeno Kraljevstvo(1985)         | 2        |
| SAD Billboard Hot 100                | 1        |
| SAD Billboard Hot Adult Contemporary | 2        |
| SAD Billboard Hot R&B/Hip-Hop Songs  | 80       |

## Certifikacije
| Država                | Certifikacija | Prodaja    |
| --------------------- | ------------- | ---------- |
| UK                    | zlatna        | 500.000+   |
| UK (re-izdanje 1991.) | srebrna       | 200.000+   |
| SAD                   | zlatna        | 1.000.000+ |